# Lacey Chabert
Lacey Nicole Chabert (Purvis, 30 settembre 1982) è un'attrice, doppiatrice e modella statunitense.

## Biografia
Lacey Chabert è nata a Purvis, nel Mississippi, nel 1982, figlia di Tony Chabert, un cajun della Louisiana, e di Julie Johnson. Ha un fratello, T.J., e due sorelle, Wendy e Crissy.
La sua prima apparizione in pubblico fu nel programma Star Search nel 1991. Iniziò poi la sua carriera di attrice grazie ad alcuni spot televisivi, fino ad arrivare a partecipare alle serie televisive, tra cui Cinque in famiglia, e alla soap opera La valle dei pini. Nel 2004 si fece conoscere al grande pubblico grazie al film campione di incassi Mean Girls, accanto a Lindsay Lohan. Più recentemente ha preso parte al film Black Christmas - Un Natale rosso sangue, remake del film di Bob Clark, nel ruolo di Dana Mathis. In seguito in Being Michael Madsen, Reach for Me, In My Sleep e La rivolta delle ex.
Chabert è anche una cantante da musical: tra il 1991 e il 1994 lavorò a Broadway nel musical Les Misérables nel ruolo di Cosette da bambina; ha inoltre prestato la propria voce al personaggio di Meg Griffin nella prima stagione de I Griffin, venendo in seguito sostituita in pianta stabile da Mila Kunis a partire dalla stagione successiva. Nel dicembre del 2013 ha sposato David Nehdar, con cui era fidanzata da molti anni; hanno avuto una figlia, Julia Mimi Bella (2016).

## Filmografia

### Attrice

#### Cinema
- Lost in Space - Perduti nello spazio (Lost in Space), regia di Stephen Hopkins (1998)
- Tart - Sesso, droga e... college (Tart), regia di Christina Wayne (2001)
- Non è un'altra stupida commedia americana (Not Another Teen Movie), regia di Joel Gallen (2001)
- Hometown Legend, regia di James Anderson (2002)
- The Scoundrel's Wife - L'ombra del sospetto, regia di Glen Pitre (2002)
- L'asilo dei papà (Daddy Day Care), regia di Steve Carr (2003)
- Mean Girls, regia di Mark Waters (2004)
- L'ombra della paura (Shadow of Fear), regia di Rich Cowan (2004)
- Dirty Deeds, regia di David Kendall (2005)
- Nice Guys, regia di Joe Eckardt (2006)
- Fatwa, regia di John Carter (2006)
- A New Wave, regia di Jason Carvey (2006)
- The Pleasure Drivers, regia di Andrzej Sekuła (2006)
- Black Christmas - Un Natale rosso sangue (Black Christmas), regia di Glen Morgan (2006)
- Be My Baby, regia di Bryce Olson (2007)
- Being Michael Madsen, regia di Michael Mongillo (2007)
- Sherman's Way, regia di Craig M. Saavedra (2008)
- Reach for Me, regia di LeVar Burton (2008)
- La rivolta delle ex (Ghosts of Girlfriends Past), regia di Mark Waters (2009)
- In My Sleep, regia di Allen Wolf (2010)
- Thirst, regia di Jeffery Scott Lando (2010)
- Destruction Party, regia di Amanda Mae Meyncke – cortometraggio (2011)
- A Holiday Heist, regia di Christie Will (2011)
- Sanitarium, regia di Bryan Ortiz, Bryan Ramirez e Kerry Valderrama (2013)
- Slightly Single in L.A., regia di Christie Will (2013)
- Anything Is Possible, regia di Demetrius Navarro (2013)
- Telling of the Shoes, regia di Amanda Goodwin (2014)
- Ghost of Goodnight Lane, regia di Alin Bijan (2014)
- Monsters are Real, regia di Bryan Ortiz – cortometraggio (2014)
- Christian Mingle, regia di Corbin Bernsen (2014)
- The Lost Tree, regia di Brian A. Metcalf (2016)
- Hot Frosty - Una magia di Natale (Hot Frosty), regia di Jerry Ciccoritti (2024)

#### Televisione
- A Little Piece of Heaven, regia di Mimi Leder – film TV (1991)
- La valle dei pini (All My Children) – serial TV, 2 episodi (1992-1993)
- Gypsy, regia di Emile Ardolino – film TV (1993)
- Cinque in famiglia (Party of Five) – serie TV (1994-2000)
- ABC Afterschool Specials – serie TV, episodio 24x04 (1996)
- When Secrets Kill, regia di Colin Bucksey – film TV (1997)
- Squadra Med - Il coraggio delle donne (Strong Medicine) – serie TV, episodio 3x04 (2002)
- The Drew Carey Show – serie TV, episodio 8x10 (2002)
- The Brooke Ellison Story, regia di Christopher Reeve – film TV (2004)
- She Said/He Said, regia di Dan Berendsen e Heidi Clements – film TV (2006)
- Hello Sister, Goodbye Life, regia di Steven Robman – film TV (2006)
- Ghost Whisperer - Presenze (Ghost Whisperer) – serie TV, episodio 2x02 (2006)
- L'ultimo compleanno (What If God Were the Sun?), regia di Stephen Tolkin – film TV (2007)
- The Lost, regia di Bryan Goeres – film TV (2009)
- Glenn Martin DDS – serie TV, episodio 1x01 (2009)
- Elevator Girl, regia di Bradford May – film TV (2009)
- Mike DA Mustang, regia di Nicole Dubuc – film TV (2011)
- Allen Gregory – serie TV, 6 episodi (2011)
- Il doppio volto della follia (Imaginary Friend), regia di Richard Gabai – film TV (2012)
- Un magico Cupido (Matchmaker Santa), regia di David S. Cass Sr. – film TV (2012)
- Off Season: Lex Morrison Story, regia di Steven K. Tsuchida – film TV (2013)
- Scarecrow, regia di Sheldon Wilson – film TV (2013)
- Non-Stop, regia di Richard Gabai – film TV (2013)
- Baby Daddy – serie TV, 6 episodi (2014)
- Living the Dream, regia di Mark Cendrowski – film TV (2014)
- Il mio arcobaleno (The Color of Rain), regia di Anne Wheeler – film TV (2014)
- L'albero che salvò il Natale (The Tree That Saved Christmas), regia di David Winning – film TV (2014)
- Un Natale regale (A Royal Christmas), regia di Alex Zamm – film TV (2014)
- Family Fortune, regia di Mark Cendrowski – film TV (2015)
- Bed & Breakfast with Love (All of My Heart), regia di Peter DeLuise – film TV (2015)
- Family for Christmas, regia di Amanda Tapping – film TV (2015)
- A Christmas Melody, regia di Mariah Carrey – film TV (2015)
- Un desiderio per Natale (A Wish for Christmas), regia di Christie Will – film TV (2016)
- Still the King – serie TV, 4 episodi (2016-2017)
- Amore al chiaro di luna (Moonlight in Vermont), regia di Mel Damski – film TV (2017)
- Con tutto il mio cuore (All of My Heart: Love Inn), regia di Terry Ingram – film TV (2017)
- Un dolce Natale, (The Sweetest Christmas), regia di Terry Ingram – film TV (2017)
- Con tutto il mio cuore - Il matrimonio (All of My Heart: The Wedding), regia di Terry Ingram – film TV (2018)
- Amore in safari (Love on Safari), regia di Leif Bristow – film TV (2018)
- Amore a sorpresa (My Secret Valentine), regia di Bradley Walsh – film TV (2018)
- Pride, Prejudice, and Mistletoe, regia di Don McBrearty – film TV (2018)
- Amore, romanticismo e cioccolato (Love, Romance & Chocolate), regia di Jonathan Wright – film TV (2019)
- Natale a Roma (Christmas in Rome), regia di Ernie Barbarash – film TV (2019)
- The Crossword Mysteries – serie TV, 6 episodi (2019-2021)
- Un amore sulla neve (Winter in Vail), regia di Terry Ingram – film TV (2020)
- Il mio valzer di Natale (The Christmas Waltz), regia di Michael Damian – film TV (2020)
- Time for Us to Come Home for Christmas, regia di David Winning – film TV (2020)
- Dove mi porta il cuore (Sweet Carolina), regia di Peter Benson – film TV (2021)
- Natale a Castle Hart (Christmas at Castle Hart), regia di Stefan Scaini – film TV (2021)
- Il velo nuziale (The Wedding Veil), regia di Terry Ingram – film TV (2022)
- Il velo nuziale - Viaggio a Venezia (The Wedding Veil Unveiled), regia di Terry Ingram – film TV (2022)
- Il velo nuziale - L'eredità (The Wedding Veil Legacy), regia di Terry Ingram – film (2022)
- Tra le onde delle Hawaii (Groundswell), regia di Lee Friedlander – film TV (2022)
- Haul Out the Holly, regia di Maclain Nelson – film TV (2022)
- Detective a passo di danza (The Dancing Detective: A Deadly Tango), regia di Stefan Scaini – film TV (2023)
- Il velo nuziale - Una dolce attesa (The Wedding Veil Expectations), regia di Peter Benson – film TV (2023)
- Il velo nuziale - Ritorno a Venezia (The Wedding Veil Inspiration), regia di Terry Ingram – film TV (2023)
- Il velo nuziale - Luna di miele in Grecia (The Wedding Veil Journey), regia di Ron Oliver – film TV (2023)
- Un Natale molto scozzese (A Merry Scottish Christmas), regia di Dustin Rikert – film TV (2023)

### Doppiatrice
- Gargoyles - Il risveglio degli eroi (Gargoyles: The Goliath Chronicles) – serie animata, episodi 1x03-1x10 (1996)
- Aaahh!!! Real Monsters – serie animata, 4 episodi (1996)
- Adventures from the Book of Virtues – serie animata, episodio 1x09 (1997)
- Journey Beneath the Sea, regia di Stephen J. Anderson, Román Arámbula e Keith Ingham (1997)
- Redux Riding Hood, regia di Steve Moore (1997)
- Anastasia, regia di Don Bluth e Gary Goldman (1997) - parte cantata
- Babes in Toyland, regia di Toby Bluth, Charles Grosvenor e Paul Sabella (1997)
- Hey, Arnold! – serie animata, episodi 1x20-2x17 (1997-1998)
- Stories from My Childhood – serie animata, episodio 1x08 (1998)
- Il re leone II - Il regno di Simba (The Lion King II: Simba's Pride), regia di Darrell Rooney (1998)
- Fievel - Il tesoro dell'isola di Manhattan (An American Tail: The Treasure of Manhattan Island), regia di Larry Latham (1998)
- Hercules – serie animata, episodio 2x11 (1998)
- La famiglia della giungla (The Wild Thornberrys) – serie animata, 88 episodi (1998-2004)
- Fievel - Il mistero del mostro della notte (An Americal Tail: The Mystery of the Night Monster), regia di Larry Latham (1999)
- We Wish You a Merry Christmas (1999)
- I Griffin (Family Guy) – serie animata, 15 episodi (1999-2018)
- The Wild Thornberrys: The Origin of Donnie, regia di Dean Criswell, Carol Millican, Ron Noble e Joseph Scott (2001)
- Balto - Il mistero del lupo (Balto II: Wolf Quest), regia di Phil Weinstein (2002)
- The Proud Family – serie animata, episodio 1x21 (2002)
- La famiglia della giungla (The Wild Thornberrys Movie), regia di Cathy Malkasian e Jeff McGrath (2002)
- I Rugrats nella giungla (Rugrats Go Wild), regia di John Eng (2003)
- American Dragon: Jake Long – serie animata, episodio 1x02 (2005)
- Super Robot Monkey Team Hyperforce Go! – serie animata, episodio 3x06 (2005)
- Bratz – serie animata, 1 episodio (2006)
- Bratz: Genie Magic, regia di Mucci Fassett (2006)
- Choose Your Own Adventure: The Abominable Snowman, regia di Bob Doucette (2006)
- Bratz: Passion 4 Fashion - Diamondz, regia di Mucci Fassett e Nick Rijgersberg (2006)
- Me, Eloise – serie animata (2007)
- The Spectacular Spider-Man – serie animata, 25 episodi (2008-2009)
- Generator Rex – serie animata, episodi 3x05-3x26 (2011-2012)
- Transformers: Rescue Bots – serie animata, 104 episodi (2011-2016)
- Dottoressa Peluche (Doc McStuffins) – serie animata, episodio 1x06 (2012)
- Avengers - I più potenti eroi della Terra (The Avengers: Earth's Mightiest Heroes) – serie animata, episodi 2x07-2x11 (2012)
- Beverly Hills Chihuahua 3: Viva La Fiesta!, regia di Lev L. Spiro (2012)
- Robot Chicken – serie animata, episodio 6x15 (2013)
- The Lion Guard - serie animata, 2 episodi (2016-2019)
- Justice League Action - serie animata, 5 episodi (2016)
- Kulipari - L'esercito delle rane - serie animata, 13 episodi (2016)
- Voltron: Legendary Defender - serie animata, 4 episodi (2016-2018)
- Kung Fu Panda - Le zampe del destino - serie animata, 10 episodi (2019)
- Shimmer and Shine – serie animata, 44 episodi (2015-2020)
- Young Justice – serie animata, 26 episodi (2011-2022)
- Professione spia – serie animata, 9 episodi (2021-2022)

### Videogiochi
- Nicktoons Racing – videogioco (2001) (voce)
- Bratz Rock Angelz – videogioco (2005) (voce)
- Sonic the Hedgehog – videogioco (2006) (voce)
- Star Wars: The Old Republic – videogioco (2011) (voce)
- Star Wars: The Old Republic - Rise of the Hutt Cartel – videogioco (2013) (voce)
- Injustice: Gods Among Us – videogioco (2013) (voce)
- Young Justice: Legacy – videogioco (2013) (voce)
- Infinite Crisis – videogioco (2013) (voce)
- Star Wars: The Old Republic - Knights of the Fallen Empire – videogioco (2015) (voce)
- Star Wars: The Old Republic - Onslaught – videogioco (2019) (voce)
- Nickelodeon Extreme Tennis – videogioco (2019) (voce)

## Doppiatrici italiane
Nelle versioni in italiano dei suoi film, Lacey Chabert è stata doppiata da:
- Monica Vulcano in Amore al chiaro di luna, Natale a Castle Hart, Tra le onde delle Hawaii, Detective a passo di danza, Il velo nuziale, Il velo nuziale - Viaggio a Venezia, Il velo nuziale - L'eredità, Il velo nuziale - Una dolce attesa, Il velo nuziale - Ritorno a Venezia, Il velo nuziale - Luna di miele in Grecia, Un Natale molto scozzese
- Perla Liberatori in Cinque in famiglia, Lost in Space - Perduti nello spazio, Un magico Cupido, Mean Girls, La rivolta delle ex, Il mio arcobaleno, Un dolce Natale, Bed & Breakfast with Love, Amore a sorpresa
- Ilaria Latini in L'asilo dei papà, Amore in safari
- Emanuela Damasio in Be My Baby, Un desiderio per Natale
- Valentina Favazza in Natale a Roma, The Crossword Mysteriers [5]
- Federica De Bortoli in Black Christmas - Un Natale rosso sangue
- Francesca Manicone in Amore, romanticismo e cioccolato
- Ilaria Stagni in Ghost Whisperer - Presenze
- Stella Musy in Il doppio volto della follia
- Benedetta Ponticelli in A Christmas Melody
- Letizia Ciampa in Family for Christmas
- Alice Bertocchi in Con tutto il mio cuore
- Giovanna Nicodemo in Amore sulla neve
- Laura Lenghi in Dove mi porta il cuore
- Erica Necci in Baby Daddy
- Gemma Donati in Hot Frosty - Una magia di Natale

Da doppiatrice è sostituita da:
- Maura Cenciarelli ne I Griffin (stagione 1 e 2 come Meg)
- Perla Liberatori ne La famiglia della giungla e I Griffin (come se stessa)[6]
- Alessia Amendola in Il Re Leone II e The Spectacular Spider-Man
- Patrizia Mottola in Balto - Il mistero del lupo
- Valentina Mari in Anastasia
- Daniela Fava in Bratz
- Elena Perino in Young Justice
- Sabrina Duranti in Beverly Hills Chihuahua 3: Viva La Fiesta!
- Monica Bertolotti in The Lion Guard